# Daniel Johns
Daniel Paul Johns (Newcastle, 22 aprile 1979) è un cantante, compositore e chitarrista australiano, frontman dei Silverchair.

## Biografia
Ai tempi delle scuole elementari Daniel Johns forma una band, di cui è cantante e chitarrista solista, con il compagno di scuola Ben Gillies (batterista) a cui in seguito si aggiunge Chris Joannou (bassista). La band inizialmente si chiama Innocent Criminals e solo successivamente diventa Silverchair. Nel 1994, con Daniel appena quindicenne, i Silverchair ottengono il successo e la notorietà vincendo, con la canzone Tomorrow, il concorso "Pick Me", riservato alle giovani band emergenti australiane.
Dal 1995 al 2007 producono 5 album: Frogstomp (1995), Freak Show (1997), Neon Ballroom (1999), Diorama (2002) e Young Modern (2007). Nel 1997 incontra Paul Mac e insieme creano un remix di Freak, una canzone dei Silverchair. In seguito i due si incontrano nuovamente nel 2000 per registrare un EP: I Can't Believe It's Not Rock; l'esperimento funziona e nel 2004 producono il disco The Dissociatives, che dà il nome anche alla nuova band.
Negli anni la carriera del compositore australiano è stata minata da problemi di salute. Nel 1998 Daniel si trovò a combattere contro il dramma dell'anoressia, vinto ed esorcizzato con l'album Neon Ballroom (1999), contenente la canzone Ana's Song, dove per Ana si intende proprio la malattia da poco sconfitta. Nel 2001, nel periodo dell'uscita di Diorama, Johns è costretto a posticipare di quasi un anno la tournée per volare negli USA e curare una rara forma di artrite reattiva alle mani, debellata poi con successo dopo qualche mese.
Il 31 dicembre 2003 si sposa con la cantante australiana Natalie Imbruglia. Dopo quattro anni di matrimonio, il 4 gennaio 2008, la coppia dichiara in un comunicato ufficiale di aver deciso consensualmente di separarsi.
Il 31 marzo del 2007 esce sul mercato il quinto album con i Silverchair, Young Modern. Il 17 giugno 2008 vince il premio "Compositore dell'anno" nell'ambito degli APRA Award. Nel 2009 produce l'album di esordio della indie-punk band australiana The Scare, dal titolo Oozevoodoo, mentre nel 2014 collabora con 360 cantando nel brano Impossible, estratto come primo singolo dall'album del rapper australiano.
Il 29 gennaio 2015 pubblica in Australia il suo primo singolo da solista, dal titolo Aerial Love, che anticipa l'uscita dell'EP omonimo. Il 31 gennaio il singolo viene messo a disposizione su iTunes anche per il mercato europeo e statunitense. Nel maggio seguente esce il suo primo album in studio da solista.

## Discografia

### Album in studio
- 2015 – Talk
- 2022 – FutureNever

### EP
- 2015 – Aerial Love